# Cedegolo
Cedegolo (im camunischen Dialekt Sedégol) ist eine Gemeinde in der Provinz Brescia in der Lombardei mit 1109 Einwohnern (Stand 31. Dezember 2023).
Der Ort liegt im mittleren Valcamonica. Die Nachbargemeinden sind Berzo Demo, Capo di Ponte, Cevo, Cimbergo, Paspardo und Sellero.